# Еміль Жонассен
Еміль Жонассен (фр. Émile Jonassaint; 20 травня 1913 — 24 жовтня 1995) — виконувач обов'язків президента Гаїті (1993—1994).

## Життєпис
Мав юридичну освіту.
Розпочав свою політичну кар'єру 1950 року як сенатор. За часів майже 30-річного правління клану Дювальє цілком пішов з політики та зосередився на адвокатській діяльності.
Після падіння режиму Дювальє у лютому 1986 року обраний на пост голови Установчих зборів, у 1986—1991 роках — суддя Верховного суду. 1991 року у зв'язку з похилим віком вийшов у відставку. Однак після усунення від влади Жана-Бертрана Аристида того ж року військова хунта призначила його на посаду судді.
У червні 1993 — жовтні 1994 року тимчасово виконував обов'язки президента Гаїті. Також був формальним главою військового режиму, який 1991 року усунув від влади демократично обраного президента Аристида. Часи його президентства відзначались тяжкими порушеннями прав людини.
1994 року уряд США чинив тиск на репресивний військовий режим Гаїті з метою надання можливості Аристиду повернутись до країни та відновити демократію. 31 липня 1994 року Рада безпеки ООН закликала до будь-яких необхідних дій щодо витіснення військового режиму, уповноваживши США вторгнутись на острів Гаїті. Близько сотні радників ООН було відряджено на кордон Домініканської Республіки та Гаїті, щоб у середині серпня 1994 року перекрити доставку пального для гаїтянської армії.
У відповідь на це Еміль Жонассен оголосив надзвичайний стан і звинуватив світову громадськість в оголошенні війни маленькому та бідному Гаїті, який нікому не робить зла. Упродовж серпня 1994 року збройні сили Гаїті та їх перевірений союзник «Фронт просування та прогресу Гаїті» продовжували вбивати прибічників Аристида.
У вересні 1994 року мирна делегація США, до складу якої входили колишній президент США Джиммі Картер, колишній голова об'єднаного командування збройних сил США генерал Колін Пауелл і сенатор Сем Нун, успішно затвердила компроміс, який дозволив цілковито попередити військове вторгнення с метою усунення режиму Жонассена.